# سیارک ۱۳۷۴
سیارک ۱۳۷۴ (به انگلیسی: 1374 Isora، نامگذاری:1935UA) هزار و سیصد و هفتاد و چهارمین سیارک کشف شده‌است که در ۲۱ اکتبر ۱۹۳۵ کشف شد.
قدر مطلق سیارک برابر ۱۳٫۵۰ است.